# Bånholmen, Larsmo
Bånholmen är en ö i Finland. Den ligger i Bottenviken och i kommunen Larsmo i den ekonomiska regionen  Jakobstadsregionen i landskapet Österbotten, i den nordvästra delen av landet. Ön ligger omkring 94 kilometer nordöst om Vasa och omkring 420 kilometer norr om Helsingfors.
Öns area är 36,4 hektar och dess största längd är 1 kilometer i nord-sydlig riktning.